# Alleen (weer)
Alleen (weer) is een lied van de Nederlandse rapper Lil' Kleine. Het werd in 2023 als single uitgebracht.

## Achtergrond
Alleen (weer) is geschreven door Jorik Scholten en Julien Willemsen en geproduceerd door Jack $hirak. Het is een lied uit het genre nederhop. In het lied rapt de artiest over de periode nadat de rapper was opgepakt en zijn relatie met Jaimie Vaes was beëindigd. Hij vertelt hoe sommige mensen hem laten vallen en hoe hij zich daarover voelt. In het tweede couplet richt hij zich tot zijn zoon, en vertelt hij dat hij hem nog steeds niet mag zien. Dit terwijl kort voor het uitbrengen van de single door de rechtbank was besloten dat de artiest zijn zoon tweemaal per week mag opzoeken.
Zowel de titel als de cover van de single is een verwijzing naar zowel de single Alleen als het album Alleen uit 2017, waarin hij zong dat hij zich soms alleen voelt. Met Alleen (weer) zingt hij dat dit weer het geval is.  Opvallend is dat het de derde keer is dat Lil' Kleine een lied met de titel Alleen uitbrengt. In 2023 en 2017, maar ook in 2016 met Giocatori, Ronnie Flex en Sjaak.

## Hitnoteringen
De rapper had succes met het lied in de hitlijsten van Nederland. Het piekte op de veertiende plaats van de Nederlandse Single Top 100 en stond drie weken in deze hitlijst. De Nederlandse Top 40 werd niet bereikt; het kwam hier tot de negentiende plaats van de Tipparade.